# Liste der Kulturdenkmäler in Müllenbach (bei Adenau)
In der Liste der Kulturdenkmäler in Müllenbach sind alle Kulturdenkmäler der rheinland-pfälzischen Ortsgemeinde Müllenbach aufgeführt. Grundlage ist die Denkmalliste des Landes Rheinland-Pfalz (Stand: 12. Juni 2023).

## Einzeldenkmäler
| Bezeichnung                                   | Lage                                                       | Baujahr         | Beschreibung                                                                        | Bild                           |
| --------------------------------------------- | ---------------------------------------------------------- | --------------- | ----------------------------------------------------------------------------------- | ------------------------------ |
| Hofanlage                                     | Kaiserstraße 4 Lage                                        | 1884            | Fachwerk-Streckhof, teilweise massiv, bezeichnet 1884                               | BW                             |
| Katholische Kirche St. Servatius und Dorothea | Kirchstraße, Zur Strud Lage                                | 1923            | neubarocker Bruchsteinsaalbau, Krüppelwalmdach, 1923; Gesamtanlage mit dem Friedhof | weitere Bilder Fotos hochladen |
| Wegekreuz                                     | Kirchstraße, auf dem Friedhof Lage                         | 1793            | Wegekreuz, bezeichnet 1793                                                          | Fotos hochladen                |
| Kapelle                                       | Ringstraße, Ecke Alte Schulstraße Lage                     | 1719            | ehemalige Kapelle; Saalbau, bezeichnet 1719                                         | Fotos hochladen                |
| Kreuz                                         | nördlich des Ortes an der B 257; Flur An dem Geisbach Lage | 18. Jahrhundert | Kreuz, 18. Jahrhundert                                                              | BW                             |